# Allemagne de l'Est aux Jeux olympiques d'hiver de 1988
Cet article contient des informations sur la participation et les résultats de l'Allemagne de l'Est (République démocratique allemande) aux Jeux olympiques d'hiver de 1988 qui ont eu lieu à Calgary au Canada. Il s'agit de la dernière participation du pays puisqu'à la suite de la réunification allemande en 1990, une seule équipe allemande participe aux Jeux olympiques d'hiver de 1992.

## Médaillés
| Médaille | Nom                                                          | Sport               | Épreuve             |
| -------- | ------------------------------------------------------------ | ------------------- | ------------------- |
| Or       | Frank-Peter Roetsch                                          | Biathlon            | Sprint 10 km hommes |
| Or       | Frank-Peter Roetsch                                          | Biathlon            | 20 km hommes        |
| Or       | Katarina Witt                                                | Patinage artistique | Compétition femmes  |
| Or       | Jens Müller                                                  | Luge                | Individuel hommes   |
| Or       | Jörg Hoffmann Jochen Pietzsch                                | Luge                | Double hommes       |
| Or       | Steffi Martin                                                | Luge                | Individuel femmes   |
| Or       | Uwe-Jens Mey                                                 | Patinage de vitesse | 500 m hommes        |
| Or       | André Hoffmann                                               | Patinage de vitesse | 1 500 m hommes      |
| Or       | Christa Luding                                               | Patinage de vitesse | 1 000 m femmes      |
| Argent   | Wolfgang Hoppe Bogdan Musiol                                 | Bobsleigh           | Bob à deux          |
| Argent   | Wolfgang Hoppe Dietmar Schauerhammer Bogdan Musiol Ingo Voge | Bobsleigh           | Bob à quatre        |
| Argent   | Stefan Krauße Jan Behrendt                                   | Luge                | Double hommes       |
| Argent   | Ute Oberhoffner-Weiß (en)                                    | Luge                | Individuel femmes   |
| Argent   | Uwe-Jens Mey                                                 | Patinage de vitesse | 1 000 m hommes      |
| Argent   | Christa Luding                                               | Patinage de vitesse | 500 m femmes        |
| Argent   | Karin Enke-Kania                                             | Patinage de vitesse | 1 000 m femmes      |
| Argent   | Karin Enke-Kania                                             | Patinage de vitesse | 1 500 m femmes      |
| Argent   | Andrea Ehrig-Schöne-Mitscherlich (en)                        | Patinage de vitesse | 3 000 m femmes      |
| Argent   | Andrea Ehrig-Schöne-Mitscherlich (en)                        | Patinage de vitesse | 5 000 m femmes      |
| Bronze   | Bernhard Lehmann Mario Hoyer                                 | Bobsleigh           | Bob à deux          |
| Bronze   | Cerstin Schmidt                                              | Luge                | Individuel femmes   |
| Bronze   | Karin Enke-Kania                                             | Patinage de vitesse | 500 m femmes        |
| Bronze   | Andrea Ehrig-Schöne-Mitscherlich (en)                        | Patinage de vitesse | 1 500 m femmes      |
| Bronze   | Gabi Zange-SchönbManchen (en)                                | Patinage de vitesse | 3 000 m femmes      |
| Bronze   | Gabi Zange-SchönbManchen (en)                                | Patinage de vitesse | 5 000 m femmes      |

## Résultats

### Biathlon
Homme
| Épreuve      | Athlète             | Manqués 1 | Temps         | Rang |
| ------------ | ------------------- | --------- | ------------- | ---- |
| Sprint 10 km | Frank Luck          | 1         | 25 min 57 s 6 | 6    |
| Sprint 10 km | André Sehmisch      | 2         | 25 min 52 s 3 | 5    |
| Sprint 10 km | Birk Anders         | 2         | 25 min 51 s 8 | 4    |
| Sprint 10 km | Frank-Peter Roetsch | 1         | 25 min 08 s 1 | 1    |

| Épreuve | Athlète             | Temps         | Manqués | Temps ajusté 2    | Rang |
| ------- | ------------------- | ------------- | ------- | ----------------- | ---- |
| 20 km   | Jürgen Wirth        | 57 min 25 s 9 | 3       | 1 h 00 min 25 s 9 | 16   |
| 20 km   | Matthias Jacob      | 55 min 20 s 1 | 3       | 58 min 20 s 1     | 9    |
| 20 km   | André Sehmisch      | 55 min 11 s 4 | 3       | 58 min 11 s 4     | 7    |
| 20 km   | Frank-Peter Roetsch | 53 min 33 s 3 | 3       | 56 min 33 s 3     | 1    |

Relais 4 × 7,5 km hommes
| Athlètes                                                       | Course    | Course            | Course |
| Athlètes                                                       | Manqués 1 | Temps             | Rang   |
| -------------------------------------------------------------- | --------- | ----------------- | ------ |
| Jürgen Wirth Frank-Peter Roetsch Matthias Jacob André Sehmisch | 3         | 1 h 24 min 28 s 4 | 5      |

1Un tour de pénalité de 150 mètres doit être skiée par cible manquée. 

2Une minute ajoutée par cible manquée.

### Bobsleigh
| Traîneau | Athlètes                     | Épreuve    | Manche 1 | Manche 1 | Manche 2 | Manche 2 | Manche 3 | Manche 3 | Manche 4 | Manche 4 | Total         | Total |
| Traîneau | Athlètes                     | Épreuve    | Temps    | Rang     | Temps    | Rang     | Temps    | Rang     | Temps    | Rang     | Temps         | Rang  |
| -------- | ---------------------------- | ---------- | -------- | -------- | -------- | -------- | -------- | -------- | -------- | -------- | ------------- | ----- |
| GDR-1    | Wolfgang Hoppe Bogdan Musiol | Bob à deux | 57 s 06  | 1        | 59 s 26  | 8        | 59 s 45  | 1        | 58 s 42  | 1        | 3 min 54 s 19 | 2     |
| GDR-2    | Bernhard Lehmann Mario Hoyer | Bob à deux | 57 s 65  | 7        | 58 s 67  | 2        | 59 s 59  | 4        | 58 s 73  | 3        | 3 min 54 s 64 | 3     |

| Traîneau | Athlètes                                                     | Épreuve      | Manche 1 | Manche 1 | Manche 2 | Manche 2 | Manche 3 | Manche 3 | Manche 4 | Manche 4 | Total         | Total |
| Traîneau | Athlètes                                                     | Épreuve      | Temps    | Rang     | Temps    | Rang     | Temps    | Rang     | Temps    | Rang     | Temps         | Rang  |
| -------- | ------------------------------------------------------------ | ------------ | -------- | -------- | -------- | -------- | -------- | -------- | -------- | -------- | ------------- | ----- |
| GDR-1    | Wolfgang Hoppe Dietmar Schauerhammer Bogdan Musiol Ingo Voge | Bob à quatre | 56 s 16  | 1        | 57 s 31  | 2        | 56 s 77  | 13       | 57 s 34  | 3        | 3 min 47 s 58 | 2     |
| GDR-2    | Detlef Richter Bodo Ferl Ludwig Jahn Alexander Szelig        | Bob à quatre | 57 s 18  | 13       | 57 s 60  | 6        | 56 s 33  | 3        | 57 s 95  | 9        | 3 min 49 s 06 | 8     |

### Ski de fond
Homme
| Épreuve         | Athlète        | Course            | Course |
| Épreuve         | Athlète        | Temps             | Rang   |
| --------------- | -------------- | ----------------- | ------ |
| 15 km classique | Holger Bauroth | 43 min 59 s 2     | 21     |
| 15 km classique | Uwe Bellmann   | 42 min 17 s 8     | 5      |
| 30 km classique | Holger Bauroth | 1 h 30 min 03 s 4 | 22     |
| 30 km classique | Uwe Bellmann   | 1 h 28 min 37 s 2 | 15     |
| 50 km libre     | Uwe Bellmann   | 2 h 08 min 18 s 6 | 8      |
| 50 km libre     | Holger Bauroth | 2 h 07 min 02 s 4 | 5      |

| Épreuve         | Athlète                    | Course            | Course |
| Épreuve         | Athlète                    | Temps             | Rang   |
| --------------- | -------------------------- | ----------------- | ------ |
| 5 km classique  | Susann Kuhfittig           | 16 min 41 s 9     | 37     |
| 5 km classique  | Silke Schwager-Braun       | 16 min 22 s 5     | 25     |
| 5 km classique  | Kerstin Moring             | 16 min 01 s 6     | 19     |
| 5 km classique  | Simone Opitz               | 15 min 41 s 1     | 13     |
| 10 km classique | Kerstin Moring             | 32 min 12 s 8     | 25     |
| 10 km classique | Susann Kuhfittig           | 32 min 01 s 5     | 23     |
| 10 km classique | Simone Greiner-Petter-Memm | 31 min 53 s 0     | 21     |
| 10 km classique | Simone Opitz               | 31 min 14 s 3     | 10     |
| 20 km libre     | Susann Kuhfittig           | 1 h 03 min 05 s 8 | 38     |
| 20 km libre     | Simone Greiner-Petter-Memm | 59 min 01 s 2     | 15     |
| 20 km libre     | Kerstin Moring             | 58 min 17 s 2     | 7      |
| 20 km libre     | Simone Opitz               | 57 min 54 s 3     | 5      |

| Athlètes                                                           | Course            | Course |
| Athlètes                                                           | Temps             | Rang   |
| ------------------------------------------------------------------ | ----------------- | ------ |
| Kerstin Moring Simone Opitz Silke Braun Simone Greiner-Petter-Memm | 1 h 02 min 19 s 9 | 5      |

### Patinage artistique
Homme
| Athlète      | Figures imposées | Programme court | Programme libre | Total points pondérées | Rang |
| ------------ | ---------------- | --------------- | --------------- | ---------------------- | ---- |
| Michael Huth | 21               | 25              | 23              | 45,6                   | 23   |

Femme
| Athlète       | Figures imposées | Programme court | Programme libre | Total points pondérées | Rang |
| ------------- | ---------------- | --------------- | --------------- | ---------------------- | ---- |
| Simone Koch   | 14               | 8               | 8               | 19,6                   | 9    |
| Katarina Witt | 3                | 1               | 2               | 4,2                    | 1    |

Couples
| Athlètes                      | Programme court | Programme libre | Total points pondérées | Rang |
| ----------------------------- | --------------- | --------------- | ---------------------- | ---- |
| Peggy Schwarz Alexander König | 11              | 6               | 11,5                   | 7    |

### Luge
| Athlète        | Manche 1 | Manche 1 | Manche 2 | Manche 2 | Manche 3 | Manche 3 | Manche 4 | Manche 4 | Total          | Total |
| Athlète        | Temps    | Rang     | Temps    | Rang     | Temps    | Rang     | Temps    | Rang     | Temps          | Rang  |
| -------------- | -------- | -------- | -------- | -------- | -------- | -------- | -------- | -------- | -------------- | ----- |
| Michael Walter | 46 s 578 | 6        | 46 s 754 | 6        | 46 s 838 | 9        | 46 s 763 | 3        | 3 min 06 s 933 | 5     |
| Thomas Jacob   | 46 s 426 | 4        | 46 s 638 | 5        | 46 s 433 | 1        | 46 s 861 | 6        | 3 min 06 s 358 | 4     |
| Jens Müller    | 46 s 301 | 1        | 46 s 444 | 1        | 46 s 436 | 2        | 46 s 367 | 1        | 3 min 05 s 548 | 1     |

| Athlètes                      | Manche 1 | Manche 1 | Manche 2 | Manche 2 | Total          | Total |
| Athlètes                      | Temps    | Rang     | Temps    | Rang     | Temps          | Rang  |
| ----------------------------- | -------- | -------- | -------- | -------- | -------------- | ----- |
| Jörg Hoffmann Jochen Pietzsch | 45 s 786 | 1        | 46 s 154 | 2        | 1 min 31 s 940 | 1     |
| Stefan Krauße Jan Behrendt    | 45 s 886 | 2        | 46 s 153 | 1        | 1 min 32 s 039 | 2     |

Femme
| Athlète              | Manche 1 | Manche 1 | Manche 2 | Manche 2 | Manche 3 | Manche 3 | Manche 4 | Manche 4 | Total          | Total |
| Athlète              | Temps    | Rang     | Temps    | Rang     | Temps    | Rang     | Temps    | Rang     | Temps          | Rang  |
| -------------------- | -------- | -------- | -------- | -------- | -------- | -------- | -------- | -------- | -------------- | ----- |
| Cerstin Schmidt      | 46 s 078 | 3        | 46 s 020 | 1        | 46 s 059 | 2        | 46 s 024 | 3        | 3 min 04 s 181 | 3     |
| Ute Oberhoffner-Weiß | 45 s 906 | 2        | 46 s 057 | 2        | 46 s 150 | 3        | 45 s 992 | 1        | 3 min 04 s 105 | 2     |
| Steffi Martin        | 45 s 282 | 1        | 46 s 173 | 3        | 46 s 969 | 1        | 46 s 003 | 2        | 3 min 03 s 973 | 1     |

### Combiné nordique
Individuel hommes
Épreuves:
- saut à ski avec un tremplin normal (Sont comptés parmi les trois sauts effectués, les deux meilleurs.)
- ski de fond de 15 km (Départ différé, basé sur les résultats du saut à ski.)

| Athlète        | Épreuve    | Saut à ski | Saut à ski | Ski de fond  | Ski de fond   | Total   | Total |
| Athlète        | Épreuve    | Points     | Rang       | Départ après | Temps         | Points  | Rang  |
| -------------- | ---------- | ---------- | ---------- | ------------ | ------------- | ------- | ----- |
| Uwe Prenzel    | Individuel | 207,6      | 13         | 2 min 19 s 4 | 40 min 38 s 2 | 421,630 | 4     |
| Marko Frank    | Individuel | 209,4      | 10         | 2 min 07 s 4 | 41 min 15 s 6 | 416,020 | 8     |
| Thomas Prenzel | Individuel | 215,5      | 5          | 1 min 26 s 7 | 41 min 18 s 1 | 415,640 | 9     |

Par équipe hommes
Trois participants par équipe.
Épreuves:
- saut à ski avec un tremplin normal (Trois sauts pour chaque membre de l'équipe, les deux meilleurs sont comptabilisés.)
- ski de fond de 10 km (Départ différé, basé sur les résultats du saut à ski.)

| Athlètes                               | Saut à ski | Saut à ski | Ski de fond  | Ski de fond       | Total |
| Athlètes                               | Points     | Rang       | Départ après | Temps             | Rang  |
| -------------------------------------- | ---------- | ---------- | ------------ | ----------------- | ----- |
| Thomas Prenzel Marko Frank Uwe Prenzel | 571,6      | 5          | 4 min 51 s 0 | 1 h 23 min 04 s 5 | 5     |

### Saut à ski
| Athlète       | Épreuve         | Saut 1   | Saut 1 | Saut 2   | Saut 2 | Total  | Total |
| Athlète       | Épreuve         | Distance | Points | Distance | Points | Points | Rang  |
| ------------- | --------------- | -------- | ------ | -------- | ------ | ------ | ----- |
| Remo Lederer  | Tremplin normal | 79,5     | 94,3   | 78,0     | 90,9   | 185,2  | 21    |
| Jens Weißflog | Tremplin normal | 81,5     | 99,5   | 80,0     | 97,1   | 196,6  | 9     |
| Jens Weißflog | Grand tremplin  | 104,5    | 95,7   | 93,5     | 76,3   | 172,0  | 31    |
| Remo Lederer  | Grand tremplin  | 105,5    | 98,1   | 97,0     | 83,7   | 181,8  | 22    |

### Patinage de vitesse
| Épreuve  | Athlète        | Course           | Course |
| Épreuve  | Athlète        | Temps            | Rang   |
| -------- | -------------- | ---------------- | ------ |
| 500 m    | Peter Adeberg  | 38 s 11          | 28     |
| 500 m    | André Hoffmann | 37 s 75          | 21     |
| 500 m    | Uwe-Jens Mey   | 36 s 45 RM       | 1      |
| 1 000 m  | André Hoffmann | 1 min 14 s 62    | 15     |
| 1 000 m  | Peter Adeberg  | 1 min 14 s 19    | 8      |
| 1 000 m  | Uwe-Jens Mey   | 1 min 13 s 11    | 2      |
| 1 500 m  | Peter Adeberg  | 1 min 53 s 57    | 8      |
| 1 500 m  | André Hoffmann | 1 min 52 s 06 RM | 1      |
| 5 000 m  | Roland Freier  | 6 min 51 s 42    | 8      |
| 10,000 m | Roland Freier  | 14 min 19 s 16   | 8      |

| Épreuve | Athlète                          | Course           | Course |
| Épreuve | Athlète                          | Temps            | Rang   |
| ------- | -------------------------------- | ---------------- | ------ |
| 500 m   | Andrea Ehrig-Schöne-Mitscherlich | 40 s 71          | 10     |
| 500 m   | Angela Stahnke-Hauck             | 39 s 68          | 4      |
| 500 m   | Karin Enke-Kania                 | 39 s 24          | 3      |
| 500 m   | Christa Luding                   | 39 s 12          | 2      |
| 1 000 m | Angela Stahnke-Hauck             | 1 min 20 s 05    | 6      |
| 1 000 m | Andrea Ehrig-Schöne-Mitscherlich | 1 min 19 s 32    | 4      |
| 1 000 m | Karin Enke-Kania                 | 1 min 17 s 70    | 2      |
| 1 000 m | Christa Luding                   | 1 min 17 s 65 RM | 1      |
| 1500 m  | Gunda Niemann                    | 2 min 04 s 68    | 7      |
| 1500 m  | Andrea Ehrig-Schöne-Mitscherlich | 2 min 01 s 49    | 3      |
| 1500 m  | Karin Enke-Kania                 | 2 min 00 s 82    | 2      |
| 3000 m  | Karin Enke-Kania                 | 4 min 18 s 80    | 4      |
| 3000 m  | Gabi Zange-Schönbrunn            | 4 min 16 s 92    | 3      |
| 3000 m  | Andrea Ehrig-Schöne-Mitscherlich | 4 min 12 s 09    | 2      |
| 5 000 m | Gunda Niemann                    | 7 min 34 s 59    | 7      |
| 5 000 m | Gabi Zange-Schönbrunn            | 7 min 21 s 61    | 3      |
| 5 000 m | Andrea Ehrig-Schöne-Mitscherlich | 7 min 17 s 12    | 2      |